# クィス＝アズ
クィス＝アズ あるいは キサーズ（Qyth-Az）は、クトゥルフ神話のスコット・ディヴィッド・アニロウスキイの短編『An Early Frost』に登場する生きた水晶とも言うべき鉱物生命体。
クィス＝アズは、この生物自身がムトゥラと呼ぶ惑星に棲む。分身と思しき幾つもの水晶体の中に潜み、人間にテレパシーで囁きかけ、テレパシーを受けた人間はアタマの中に音楽のような声を聞く。
クィス＝アズが内部に潜む幾つもの水晶体は正体を現すと、内部から人類には未知の色彩を放ち、合体して触手の役を果たすらしい霜の様な巻き毛を伸ばす。